# Tứ Liên
Tứ Liên là một phường thuộc quận Tây Hồ, thành phố Hà Nội, Việt Nam. 
Trước đây Tứ Liên là một vùng đất bồi với những dải đất phù sa màu mỡ. Người dân ở đây chủ yếu trồng trọt hoa màu như ngô, khoai, lạc, sắn. Sau thời kì đổi mới, Tứ Liên chuyển mình và phát triển thành làng Quất nghệ thuật, đến nay đã được 30 năm. Mặc dù Quất Quảng Bá ra đời trước từ rất lâu và được biết đến rộng rãi, nhưng dần dần Quất Tứ Liên đang dần dần tạo được chỗ đứng.  

## Diện tích và dân số
Phường Tứ Liên có diện tích 3,51 km², dân số năm 2021 là 18.069 người, mật độ dân số đạt 5.147 người/km².

## Địa giới hành chính
Phía Tây tiếp giáp phường Quảng An
Phía bắc tiếp giáp phường Nhật Tân và huyện Đông Anh
Phía Nam tiếp giáp phường Yên Phụ
Phía Đông tiếp giáp quận Long Biên

## Lịch sử
Trước kia được gọi là làng Tứ Tổng. Từ năm 1961 đến năm 1995 là xã Tứ Liên thuộc huyện Từ Liêm. Từ năm 1995 tách khỏi huyện Từ Liêm và đổi tên thành phường Tứ Liên thuộc quận Tây Hồ.